# Victor Hybinette
Victor Noah Hybinette, född 18 april 1867 i Falun, död 7 september 1939 i Merano, Italien, var en svensk industriman och metallurg.
Victor Hybinette var son till smeden och hovslagaren Johan Samuel Hybinette. Han var elev vid Högre allmänna läroverket i Falun 1876-1884 och därefter vid Chalmers tekniska läroanstalt 1884-1887 och erhöll avgångsexamen som mekanisk och kemisk ingenjör. Hybinette arbetade som assistent vid Falu kopparverk 1887-188 och som guld- och nickelmetallurg vid Os-Hommelviks kopparverk 1888-1891. Därefter var han nickelmetallurg vid Orford Copper Company i Bayonne, New Jersey 1892-1902 och var chef för nickelavdelningen 1895-1897 och hela nickel- och kopparverket där 1897-1902. Hybinette blev sedan chefsmetallurg vid International Nickel Company 1902-1905 och byggde ett koppar-, nickel- och koboltverk för North American Lead i Fredericktown, Missouri 1906-1908. 1909-1922 var han direktör för A/S Kristiansands nikkelraffineringsverk i Norge, 1914-1922 vicepresident för British-America Nickel Company i Kanada, 1917-21 direktör för Outokumpu Abp koppar, 1920-1924 chef för ett nickelverk i Ottawa och 1924-1937 konsulterande ingenjör vid International Nickel Company. Hybinette var även vice president i Sheet Aluminium Company i Wilmington, Delaware 1927-1931, president för Hypnickel Alloys Company i Wilmington 1931-1937 och president för Nicroalumin Company i Jackson, Michigan.